# 동남아시아중앙은행기구
동남아중앙은행기구(SEACEN, South East Asian Central Banks)는 동남아중앙은행간 협력체로 회원은행간 정보 및 의견교환과 회원은행 공동관심분야에 대한 조사연구, 연수활동을 통한 전문가 양성을 목적으로 한다.

## 설립경위
1965년 9월 제20차 IMF/IBRD 합동연차총회에 참석한 태국과 말레이시아 중앙은행 총재가 동남아지역의 공동관심사를 논의하기 위한 정례적 모임의 구성을 제의하였고 그 결과 1966년 2월 태국 방콕에서 라오스, 말레이시아, 필리핀, 싱가포르, 스리랑카, 태국, 베트남 등 동남아 7개국 중앙은행 총재가 회합하고 이를 계기로 SEACEN이 발족되었다. 당시 7개국 중앙은행 총재들은 매년 정례적으로 회의를 개최키로 합의하는 한편 동 회의를 'SEACEN 총재회의'로 명명하였다.
이후 1972년 제7차 총재회의에서 조사연구 및 연수활동을 전담할 단일기구로서 SEACEN Centre를 말레이시아 쿠알라룸푸르에 설치할 것을 결정하였고, 1982년 2월에 개최된 제17차 총재회의에서의 SEACEN Centre 협정문 채택을 계기로 회원국간 상호교류, 협력증진과 조사연구 및 연수활동에 집중하게 되었다.
SEACEN 회원은행은 출범이후 인도네시아(1967), 네팔(1967) 및 캄보디아 중앙은행이 가입하여 10개국으로 확대되었다가 1970년대 중반 캄보디아, 베트남 및 라오스 중앙은행이 탈퇴하여 7개국 중앙은행으로 줄어들었다. 그 후 한국(1990), 미얀마(1991), 대만(1992), 몽골(1999), 브루나이(2003, 재무부), 피지(2004), 파푸아뉴기니(2005), 캄보디아(2006), 베트남(2006), 중국(2011), 라오스(2012) 중앙은행이 가입함에 따라 2012년 2월 현재 회원은행수는 18개국 중앙은행(통화당국)으로 늘어났다.

## 조직 및 기능
SEACEN은 1966년 발족 이후 매년 총재회의를 개최하고 있으며 SEACEN Centre와 SEACEN 신탁기금을 두고 있다.
- 총재회의는 알파벳순으로 회원은행이 매년 개최하고 있으며 의장은 회의주최은행 총재가 선출되고 있다. 총재회의에서는 세계경제 전망 및 IMF 관련사항, 통화신용정책 및 경제동향 등에 관해 논의한다.
- SEACEN Centre는 통화금융 및 경제개발 문제 등에 관한 조사연구활동, 연수활동, 세미나, 워크숍 및 학술회의 개최 등을 수행한다.
- SEACEN 신탁기금은 1988년 1월 제7차 총회에서 SEACEN Centre 활동에 참여하는 회원은행 직원에 대한 재정적 지원을 목적으로 한다.

## 한국은행과의 관계
한국은행은 동남아국가와의 유대강화를 위해 1990년 SEACEN에 가입하였다. 이후 1993년 제28차 총재회의, 1999년 제34차 총재회의, 2012년 2월 13~15일 제47차 총재회의를 개최하였으며 2000~2002년중에는 SEACEN Centre 이사국으로 참여한 바 있다. 한편, 한국은행은 SEACEN Centre의 조사연구활동 지원을 위해 직원 1명을 파견하고 있으며, 2012년 2월 14일, 총재회의와 더불어 개최된 SEACEN Centre 총회에서는, 류후규 한은 국장이 임기 3년의 7대 SEACEN 조사·연수센터(Centre) 소장으로 임명되어, 2012년 7월 1일부터 3년간 총회 지시사항을 바탕으로 SEACEN 업무를 총괄하게 되었다.